# Joseán Moreno
Joseán Moreno (Extremadura, Badajoz, 13 de mayo de 1977) es un actor, cantante, presentador de TV y locutor de radio y publicidad español.
Actualidad: Volverá a encarnar al icónico personaje de Barber en la nueva producción de "El Médico el Musical" (Beon Entertainment/ Darío Regatttieri e Iván Macías) Estreno 29 de octubre de 2024 Teatre Apolo (Barcelona).
Interpreta a Karl Konrad Koreander / Fújur en la gran producción "La Historia Interminable el Musical" (BEON Entertainment 2022/2023) Musical original de Iván Macías basado en la novela de Michael Ende. Estreno Mundial octubre 2022. Teatro Calderón de Madrid.
Escribe la adaptación al castellano las letras del musical "Tick Tick Boom" De Jonathan Larson (Rent) para Daniel Diges. Estreno en España diciembre 2022. Teatro Príncipe Pío Madrid.
Interpreta a "Barber" uno de los protagonistas de "El Médico, el Musical" (Escrito en las Estrellas 2017) del compositor Iván Macías, junto a actores como Alberto 
Vázquez,Paco Arrojo, Talía del Val, Gerónimo Rauch, Daniel Diges, Ana San Martín, Sofía Escobar...  Estreno mundial Teatro Nuevo Apolo Madrid y posterior gira por España (Beon Entertainment) desde el 22 de diciembre de 2021 (Sevilla, Cartuja Center).
Ha sido Anfitrión en el multipremiado musical de Iván Macías y Félix Amador "Quién mató a Sherlock Holmes?" 
Cantante solista junto a la London Symphony Orchestra (UK) y ha trabajado bajo la producción de "Kevin Killen" (David Bowie, U2, Elvis Costello...) para el disco "El Médico, el Musical".
Cantante y presentador del espectáculo La Gran noche de los musicales, junto a los 80 músicos de la Banda Sinfónica Liceo de Moguer y en otros formatos.
Recientemente ganador entre otros de los premios:
.Premio BWW mejor actor de reparto 2022 por "Barber" en la Gira BEON de "El Médico el Musical de Noah Gordon"
·Premios del Teatro Musical, concedido por los profesionales del teatro musical español (PTM 12 Edición) Ganador del premio destacado a la mejor interpretación del año 2019.
·Premios Broadway World Spain, concedidos por los votos del público. Premio al mejor actor de Reparto 2019.

## Biografía
Nacido en Badajoz aunque creció en Montijo (Badajoz). Su experiencia como locutor se remonta a la niñez en pequeñas emisoras de radio locales y comarcales. En Onda Oeste entre otras presentó espacios de música y espacios de humor. 
Tras su comienzo como profesional siguió en otras emisoras de Badajoz. En esta ciudad comenzó paralelamente su primera formación musical, un proyecto de indie-soul llamado Nude en el que Moreno fue líder y vocalista del grupo hasta su disolución en 2007. 
Paralelamente a este grupo Moreno ha liderado diversas formaciones de jazz. Tras trabajar dos años como locutor y presentador en Onda Cero Badajoz y su anexa musical, Onda 10, llega a Onda Cero Mérida. Allí durante varios años, comandó el programa de entrevistas y actualidad Protagonistas junto a muchos otros espacios culturales. Uno de ellos, Espectáculos, obtuvo un premio del Consejo Asesor de RTVE por su creatividad y por el uso de nuevas fórmulas narrativas. 
A finales de 2004, abandonó los medios trasladándose de nuevo hasta Madrid para dedicarse a la música y la interpretación desarrollándose ampliamente en este campo. En 2006 comienza su carrera como presentador en Canal Extremadura Televisión que compagina con su ya conocida carrera radiofónica en Canal Extremadura Radio, donde ha creado codirigido y presentado el magazín matinal El sol sale por el Oeste (2006-2008) y el programa nocturno¨La Sábana, (2008-2011) pionero de la radio nocturna en esta comunidad donde imprimió su sello más personal. 
Ha trabajado como letrista, crítico de música, teatro y cine, guionista y escritor de numerosas publicaciones.
En febrero de 2012, tras presentarse a su primer casting, cambia de mundo profesional y se incorpora a la compañía de Coco Comín para participar como actor-cantante-shoman en GREASE EL MUSICAL. A partir de ahí ha participado en otros musicales de muy diversa índole.

## Televisión
El 5 de junio de 2006, Joseán Moreno comienza su carrera como presentador de televisión en Canal Extremadura TV. La noche de aquel lunes se emitía por primera vez un late-night de humor con orquesta en directo, entrevistas y sketches llamado El Bimbazzo, creado por la desaparecida productora emeritense Iris Eyex y dirigida por Antonio Gil Aparicio. En el Bimbazzo ejerció además como monologuista, actor y  entrevistó a personajes conocidos y anónimos.
Tras El Bimbazzo (2006-2008) se estrenó en el mismo canal La sala eléctrica, (2008) un programa entrevistó a músicos de pop o rock que además interpretaban parte de su repertorio en directo al estilo del mítico Séptimo de caballería. La factura del programa fue responsabilidad de Viernes producciones.
En marzo de 2008 comenzó la emisión del concurso diario El juego de llaves, dirigido por Juan Pedro Cotano, conducido por José Antonio Moreno y creado por la productora almendralejense Trovideo. El Juego de Llaves fue uno de los programas más vistos de la cadena en prime-time. Tras él presentó el magazín "Visto lo Visto" de la productora pacense Ros.
José Antonio Moreno ha despedido el año en Canal Extremadura Televisión con las típicas campanadas durante 3 ocasiones consecutivas.
En noviembre de 2011 ganó el premio al mejor spot de televisión nacional en el concurso "Consumo responsable de cerveza" junto al artista y realizador Chema Rodríguez, donde Moreno pone texto y voz al spot (ver enlace).
En 2021 apareció disfrazado de barbero en el concurso de televisión de Antena 3 Veo cómo cantas, donde interpretó la canción It's Not Unusual del cantante británico Tom Jones.

## Música y Escenarios
Estudió canto clásico durante 3 años con el tenor Ramón Herrera (Argentina). Posteriormente estudió junto a profesores de canto moderno y jazz de todo el mundo como Joshua Edelman, (USA) Errol Wovsky (Israel), Noel Robinson y Michelle Johns (UK),  Paloma Berganza y José Masegosa (ESP) y aprendió la técnica del voice craft con Dani Anglés (Barcelona).
Estudió interpretación en la prestigiosa escuela Bululú 2120 junto a destacados maestros como Antonio Malonda (Teatro), Andrés Navarro (Voz y Musicales), Tolo Ferrá (Improvisación) o Mariano Santiago de Blas (Interpretación ante la cámara). 
Técnicas Zen, entrenamiento y Teatro Nō junto al maestro Miguel Mochales.
Joseán Moreno además ha estudiado la obra de Stephen Sondheim junto al director londinense Mariano Detry y Alfonso Casado.
En Madrid concluyó la producción de un disco de indie-pop llamado "Hidroaviones y fantasmas" al frente del grupo Nude junto al productor Carlos Hernández Nombela (Los Planetas, Pereza, Deluxe, Triángulo de Amor Bizarro...). Además profundizó en su conocimiento del jazz, un camino ya iniciado junto a la formación LA Cool Gallery.
Desde febrero de 2012 encarnó el triple papel de Vince Fontaine, Teen Angel y el entrenador Hal en Grease, el Musical. Este es el musical con más espectadores en España durante 2012 tras El Rey León. En Grease José Antonio Moreno interpreta dos números como solista "El Rey del ritmo" (originalmente "Born to hand-jive") y "No seas tonta" (originalmente "Beauty school drop-out") recibiendo excelentes críticas (ver enlaces).
Como actor de texto ha protagonizado obras como "El Teatro Chino de Manolita Chen llega a Don Benito" y "El Rey en Pompa" (ambas en Microteatro Por Dinero-Madrid-) logrando el reconocimiento de la crítica por su fuerza tanto cómica como dramática.
Es Rey en "La Sirenita" (Jesús Sanz Sebastián 2016)
Es Rey y Maestro de ceremonias en "Moustache" (Coco Comín. Teatre Apolo de Barcelona 2016-17)
Es Zeus y Agamenón en "La Bella Helena" (Ricard Reguán. Festival de Mérida 2017)
En noviembre de 2012 José Antonio Moreno es uno de los 4 nominados al premio Mejor Actor Revelación en los Broadway World Spain Awards, que premian a los mejores del teatro musical español.
En septiembre de 2017 se incorpora a la compañía de "Versus Creative Spain" para interpretar a "Barber" en la versión sinfónica que presentó por toda España "El Médico, el Musical" basado en la novela de Noah Gordon. Este nuevo musical es una creación del compositor Iván Macías y el libretista Félix Amador. Se estrenó en diciembre de 2017 en FIBES (Sevilla) bajo la dirección escénica de Michael Ashcroft y actoral de José Luis Sixto. 
Tras el éxito de esta gira de presentación "El Médico, el Musical" se estrenó en octubre de 2018 en Madrid logrando numerosos premios nacionales y siendo N.º 1 de la crítica durante toda su estancia en el Teatro Nuevo Apolo, donde ha permanecido durante dos temporadas, hasta enero de 2020. La gira prevista se vio truncada por la pandemia de Covid-19.
Tras estrenar el único musical de la Gran Vía de 2020 tras el inicio de la pandemia "Quién mató a Sherlock Holmes?" con la que, además también visitó Barcelona dos meses, se embarca en la gira nacional de la nueva producción de "El Médico" de Beon Entertainment, que abandona a mediados de 2022 para incorporarse a los ensayos de "La historia interminable" donde trabaja en la actualidad.